# Dream On
Dream On е песен, изпълнявана от Аеросмит. Това е първият сингъл от дебютния им албум „Аеросмит“. Песента е написана от вокалиста Стивън Тайлър през 1965 г., когато е на 17 години, и е първият хит на групата. Сингълът е издаден през юли 1973 г. и достига 59-то място в националните класации на САЩ. В Бостън, родния град на групата, Dream On оглавява класациите. WBZ-FM го обявява за най-популярния сингъл на годината. Албумната версия на песента е преиздадена през 1976 г. като сингъл, достигайки номер 6 в националната класация на Билборд. Песента е изпълнена за първи път на живо в Shaboo Inn в Уилимантик, Кънектикът през 1969 г. с бившата група на Стивън, Chain Reaction.

## Концерти
Когато песента се изпълнява на живо, Стивън Тайлър често свири партията на пиано. Групата е изпълнявала и „Dream On“ с оркестър на няколко пъти. През август 1991 г. групата изпълни песента с оркестър по случай десетата годишнина на Ем Ти Ви. Освен това, през 2006 г. Стивън Тайлър и Джо Пери изпълнявт песента с Бостънския поп оркестър за шоу по случай Деня на независимостта на Съединените щати.

## Участия в други албуми
„Мечтай“ е една от най-успешните песни на групата и най-популярният им сингъл през 70-те години на 20 век. Оттогава песента се е появявала в повечето компилационни албуми на Аеросмит, включително Live! Бутлег, Най-големите хитове, Класики на живо I и II, Малко на юг от здравия разум, Млада похот: Антологията на Аеросмит, О, Да! Най-добрите хитове на Аеросмит, Rockin' The Joint и Devil's Got a New Disguise – най-доброто от Аеросмит.

## Кавър версии
Песента е част от списъка на Залата на славата на рокендрола с 500 песни, които са оформили рокендрола. Тя е класирана и на 172-ро място в списъка на Ролинг Стоун с 500-те най-велики песни на всички времена. Няколко изпълнители са правили кавъри на „Dream On“, включително: Blessthefall, Andru Donalds, Greg X. Volz, Рони Джеймс Дио с участието на Ингви Малмстийн, Kelly Sweet, Tori Amos, Bermuda Triangle Band, The Mission, Fisher, Brooke White, Michael Angelo Batio, Анастейша, актьорският състав на телевизионните сериали Glee и Breaking Benjamin. Други изпълнители са използвали песента като семпъл в собствените си композиции. Например, Еминем го използва за песента си „Sing for the Moment“. По същия начин, Slim Thug използва „Dream On“ в песента си „Rockstar“.